# 多爾戈耶湖 (特維爾州)

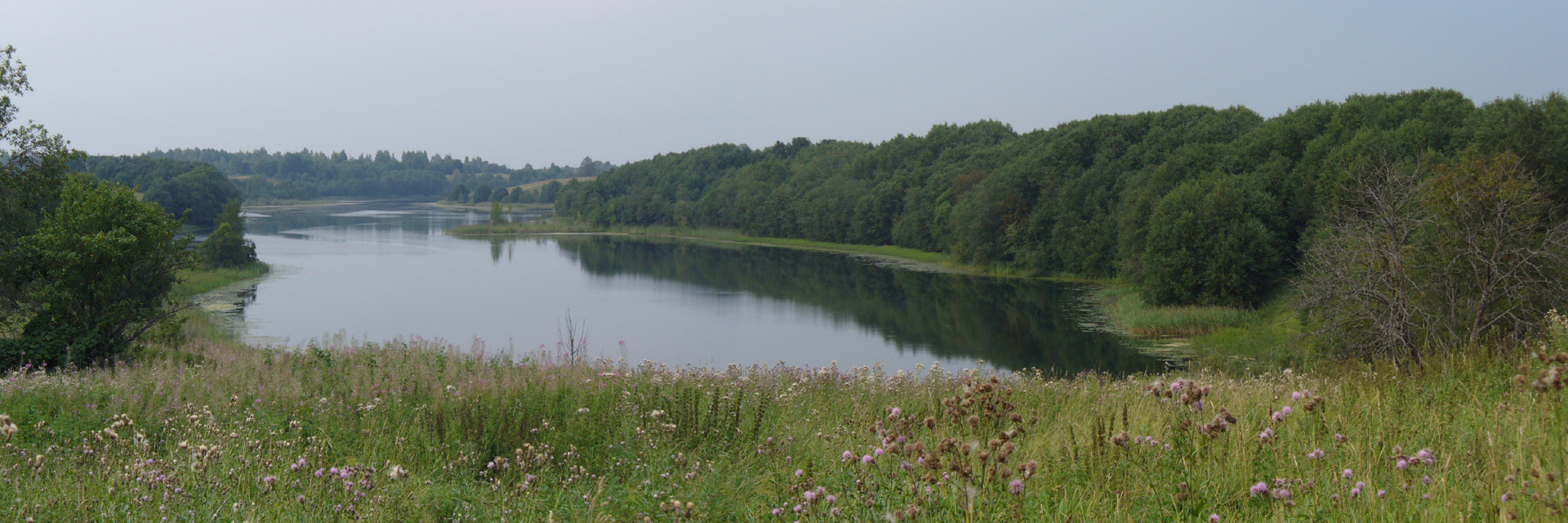

多爾戈耶湖（俄语：Долгое），是俄羅斯的湖泊，位於該國西北部特維爾州，由博洛戈耶區負責管轄，長1公里、寬0.1公里，面積0.1平方公里，海拔高度150米，平均水深2米，最大水深5米。